# 萊斯·庫爾巴斯
萊斯·庫爾巴斯（羅馬化：Les Kurbas；1887年2月25日—1937年11月3日），本名亚历山大-泽农·斯特潘诺维奇·库尔巴斯，蘇聯烏克蘭蘇維埃社會主義共和國時期的戲劇與電影導演，他創立了烏克蘭戲劇史上重要的前衛劇院別列齊爾劇院（哈爾科夫烏克蘭模範劇院的前身），被認為是20世紀最重要的烏克蘭導演，且為被處決的文藝復興中受難的代表性人物。

## 生平

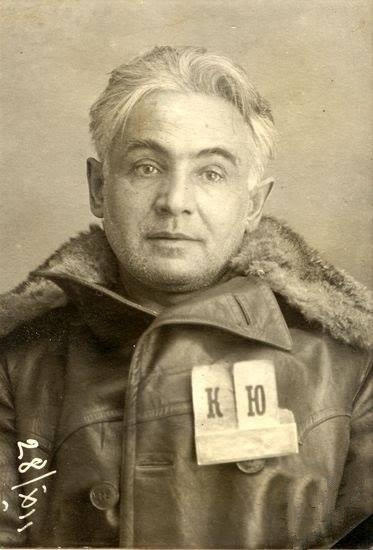
1933年庫爾巴斯被捕時所攝的相片

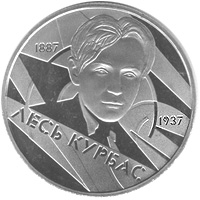
烏克蘭發行萊斯·庫爾巴斯的紀念幣

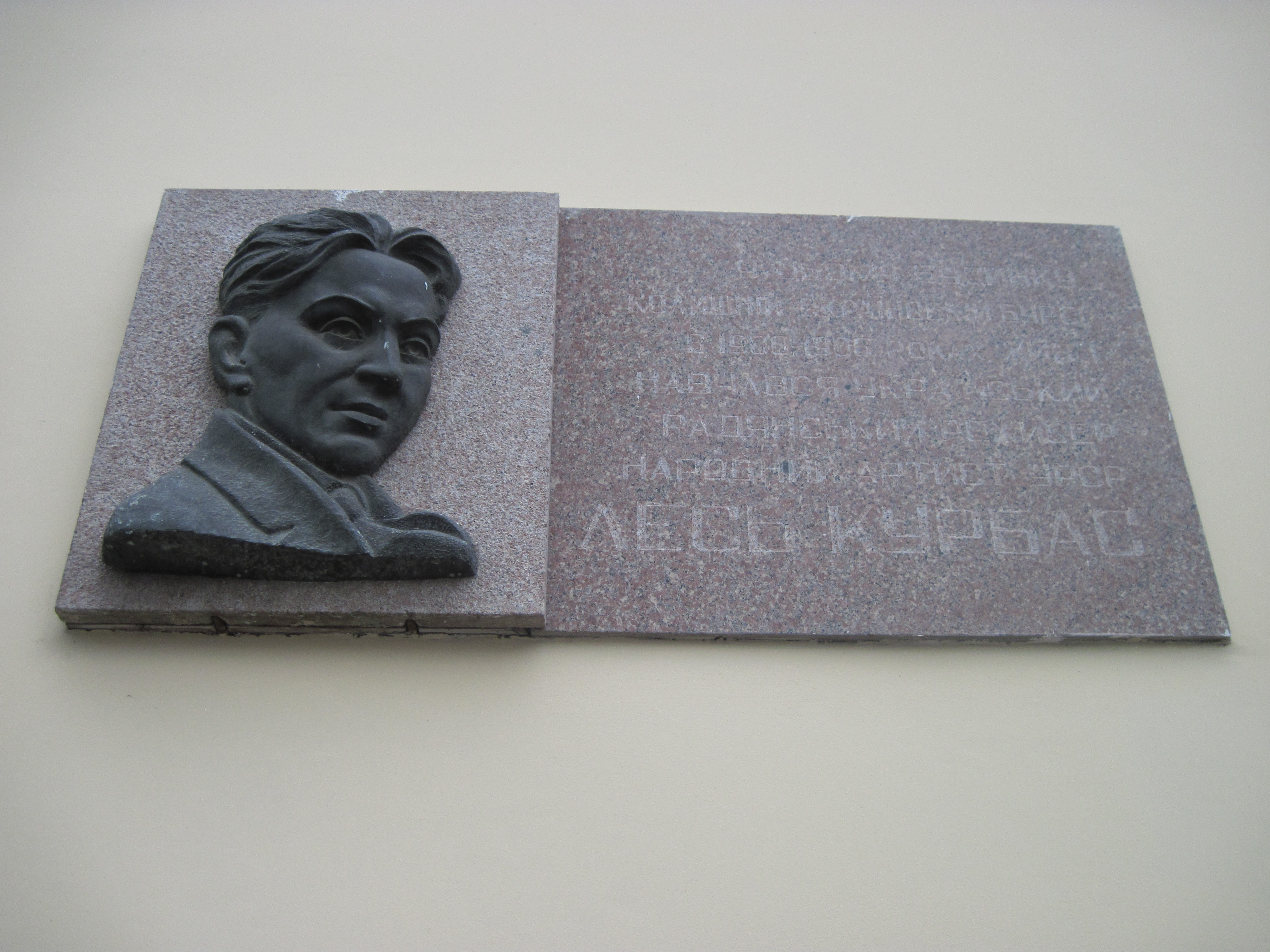
捷爾諾波爾街頭的萊斯·庫爾巴斯紀念牌匾

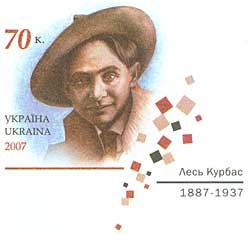
2007年烏克蘭發行庫爾巴斯的紀念郵票

萊斯·庫爾巴斯於1887年生於加利西亚和洛多梅里亚王国桑博爾，其父親為斯捷潘·庫爾巴斯，母親為万达·亚诺维切娃，兩人均為演員。1907年至1908年庫爾巴斯於維也納大學修習哲學與戲劇，後畢業於利沃夫大學，並在當地劇團擔任演員；1915年他在捷爾諾波爾創立了劇團並擔任導演。十月革命後，庫爾巴斯於1919年成為烏克蘭蘇維埃社會主義共和國謝甫琴科第一劇院的導演，他詮釋了塔拉斯·謝甫琴科的著名史詩〈哈伊達馬基〉並大獲成功，該劇成為1920年代烏克蘭戲劇的典範，1920年基輔的戰亂惡化，他另立Kyidramte劇團到烏克蘭各地巡迴演出。

### 別列齊爾劇院
1922年庫爾巴斯創立別列齊爾劇院，摒棄以往作品的唯美主義，改將戲劇作為反映政治現實的方式，別列齊爾劇院極盛時共有近400名演員，戲劇融合表現主義、構成主義等前衛藝術的元素，挑戰了以往現實主義的戲劇表現形式，他與當代烏克蘭最具影響力的劇作家米克拉·庫里什合作，後者所寫的《人民的馬拉希》、《可悲的奏鳴曲》與《麥克萊恩·格拉斯》均為劇院的重要作品。
1925年庫爾巴斯與別列齊爾劇院前衛的藝術風格開始受到蘇聯政府批評，但仍被視為烏克蘭最重要的劇院，1926年遷至烏克蘭蘇維埃社會主義共和國的首都哈爾科夫。1927年起他們的風格成為當時爆發的「戲劇風格之爭」的焦點（為烏克蘭文學流派路線之爭的一部分），與親政府的人士發生爭執，在龐大政治壓力下別列齊爾劇院前被迫停止演出庫里什所創作的戲劇，改演出伊万·米基坚科符合共產黨意識形態的作品，庫爾巴斯對此極為不滿，將米基滕科所作的《獨裁者》大幅改編了一番，成為其執導的戲劇中最知名者。

### 遇害
1930年蘇共對文化與政治的控制程度加劇，庫爾巴斯的思想被指為反革命，1933年10月他被解除別列齊爾劇院導演的職務，其作品均被政府查禁，他遷至莫斯科，加入當地的猶太劇院以避風頭，但12月即被內務人民委員會逮捕，被控參與武裝組織陰謀顛覆政府，1934年3月被轉移至哈爾科夫監獄，4月被判處5年有期徒刑，之後被迫參與建設白海-波羅的海運河，1936年又被移送至北極海索洛韋茨基群島的隔離營，他在兩地服刑期間都在當地打造簡易劇場，導演數齣經典戲劇；1937年10月9日，庫爾巴斯被內務人民委員會判處死刑，1937年11月3日與其他200餘名烏克蘭知識份子在桑達莫克被處決，為被處決的文藝復興的受難者，其作品泰半遭到銷毀。

### 紀念
1957年庫爾巴斯獲蘇聯政府平反，但直至1980年代晚期對其藝術遺產的研究才逐漸解禁。
1988年在利沃夫成立的利沃夫萊斯·庫爾巴斯劇院即是得名自萊斯·庫爾巴斯；2017年2月25日烏克蘭全國紀念庫爾巴斯的130歲誕辰。

## 備注
1. ↑  烏克蘭語羅馬化：Oleksandr-Zenon Stepanovych Kurbas